# Piccolo Giro di Lombardia 2014
Il Piccolo Giro di Lombardia 2014, ottantaseiesima edizione della corsa e valida come evento dell'UCI Europe Tour 2014 categoria 1.2 riservato a Under 23 e dilettanti, si svolse il 4 ottobre 2014 su un percorso di 170,8 km con partenza ed arrivo da Oggiono. Fu vinta dall'italiano Gianni Moscon, al traguardo con il tempo di 3h55'20" alla media di 43,55 km/h, davanti al belga Dylan Teuns e terzo il francese Pierre Latour.
Partenza con 161 ciclisti, dei quali 55 completarono la gara.

## Ordine d'arrivo (Top 10)
| Pos. | Corridore       | Squadra        | Tempo    |
| ---- | --------------- | -------------- | -------- |
| 1    | Gianni Moscon   | Zalf-Euromobil | 3h55'20" |
| 2    | Dylan Teuns     | BMC Developm.  | s.t.     |
| 3    | Pierre Latour   | Chambéry CF    | a 8"     |
| 4    | Nans Peters     | Chambéry CF    | a 1'40"  |
| 5    | François Bidard | Chambéry CF    | s.t.     |
| 6    | Andrea Toniatti | Zalf-Euromobil | s.t.     |
| 7    | Loïc Vliegen    | BMC Developm.  | s.t.     |
| 8    | Marco Tizza     | MI Impianti    | s.t.     |
| 9    | Antoine Warnier | Color Code     | s.t.     |
| 10   | Alberto Marengo | Viris Maserati | s.t.     |